# 北門井仔腳瓦盤鹽田
23°15′32″N 120°06′28″E / 23.258881°N 120.107641°E

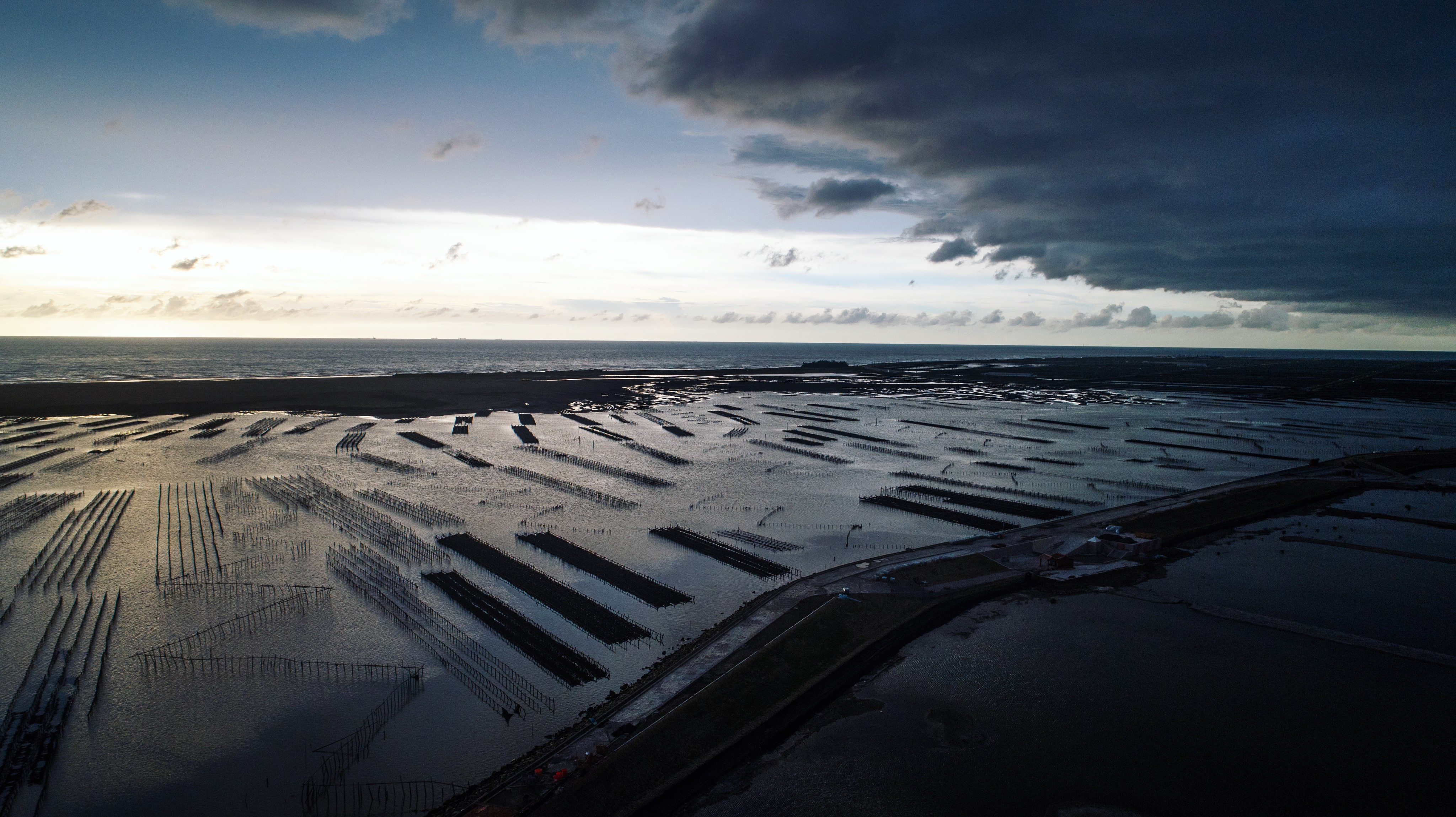
位於井仔腳瓦盤鹽田附近的牡蠣養殖場

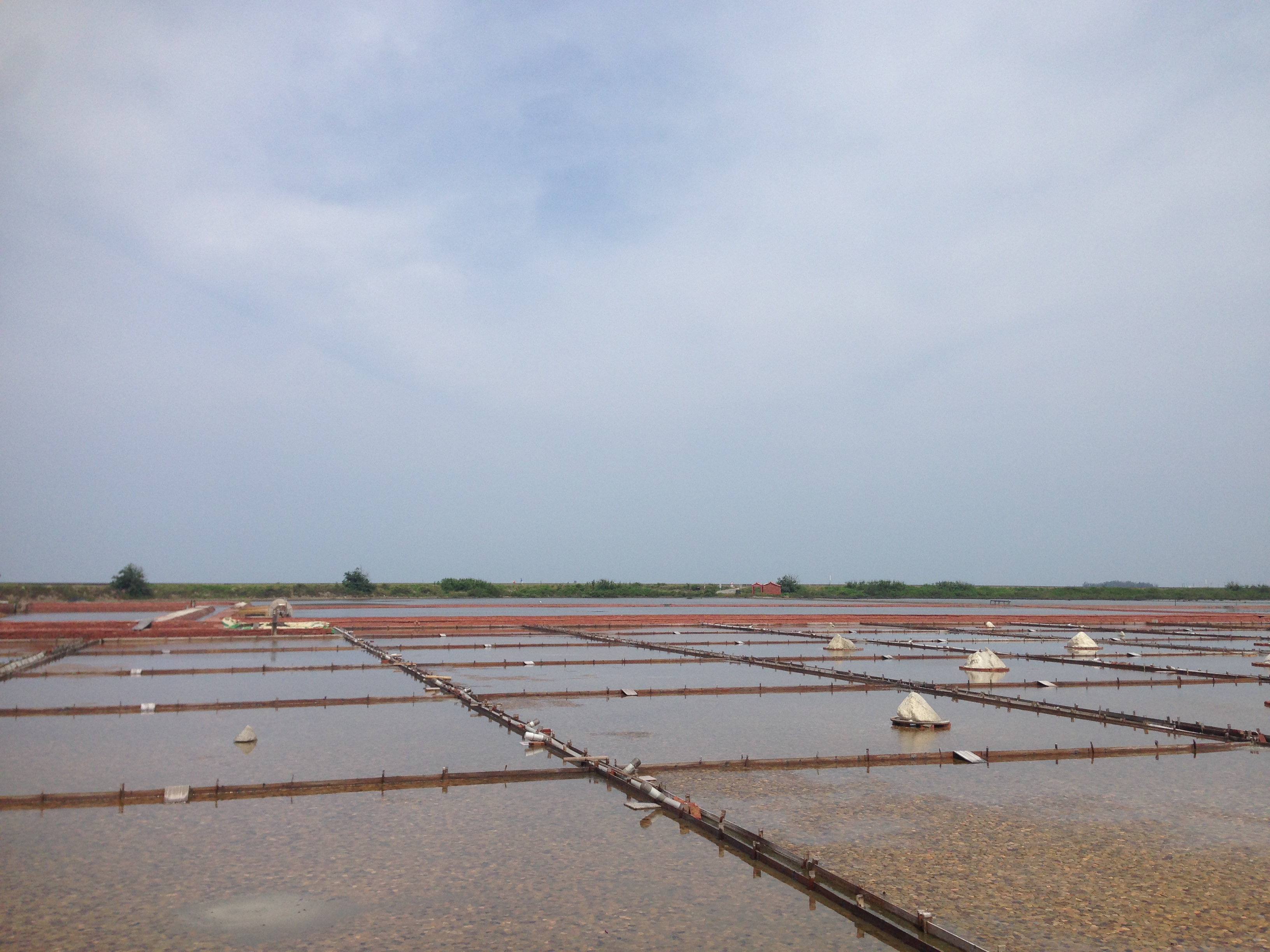
鹽田與遠處的鎮海將軍廟

北門井仔腳瓦盤鹽田（臺灣話：Tsénn-á-kha）位於臺灣臺南市北門區永華里，於民國九十八年（2009年）8月24日公告為歷史建築，是屬於北門鹽場的鹽田。該鹽田在清朝是稱為「瀨東場」，不過已經是第三代的鹽場，其在2000年廢曬時有182年歷史，為臺灣現存歷史最悠久的鹽田。原本該鹽田已隨著北門鹽場廢曬而閒置，但後來為了觀光而重新復曬。

## 沿革
井仔腳鹽田在清代稱為瀨東場，最初位置是在鳳山縣鳳山庄大林蒲（臺灣話：Tuā-nâ-pôo，今高雄市小港區），後來在嘉慶五年（1800年）毀於洪水而遷到今臺南市佳里區龍安里的外渡頭。後來因為鹽場又毀於水災，所以第二代賴東場的李、王、張三姓共140位鹽民於嘉慶二十三年（1818年）來到井仔腳開闢了第三代瀨東場。
進入日治時期後，井仔腳鹽田在大正八年（1919年）12月被臺灣製鹽株式會社收購，戰後則成為臺灣製鹽總廠北門鹽場的一部分，繼續產曬到民國八十九年（2000年）才停止產鹽。

### 鹽田轉型
井仔腳鹽田停止產鹽後曾經荒廢一段時間，而後鹽友關懷協會與鹽光基金會配合臺南縣政府（2010年縣市合併後為臺南市政府）進行鹽田復育，2003年恢復晒鹽。此外2006年進行舊埕鹽田及周邊景觀工程的整建，主要目的是以鹽業教育解說為主。之後在2012年由皇尚企業經營管理，主要提供的服務為晒鹽體驗、導覽解說與文創產業販售。2013年12月雲嘉南濱海國家風景區管理處成立，對於管理範圍內的井仔腳鹽田進行各種整體規劃。

## 建築
井仔腳鹽田面積約有80公頃，屬於瓦盤鹽田。